# 池端杏慈
池端 杏慈（いけはた あんじ、2007年〈平成19年〉9月8日 - ）は、日本のファッションモデル、女優である。レプロエンタテインメント所属。

## 来歴
2021年に行われた第25回ニコラモデルオーディションにてグランプリを獲得し、『ニコラ』の専属モデルとなる（3年ぶりの中学2年生の合格）。
2022年8月14日、TBS系日曜劇場『オールドルーキー』第7話に出演し、テレビドラマ初出演（女優デビュー）。同年10月号の『ニコラ』で初表紙を飾る。同年12月23日、アニメーション映画『かがみの孤城』で声優初挑戦。
2023年4月7日、歴代に宮沢りえや綾瀬はるか、川口春奈、中条あやみらを輩出してきた人気若手女優の登竜門であるCM『ポカリスエット』で椿とともにヒロインに抜擢され、ポカリスエット初のダブルヒロインを務めた。
2024年5月6日、『二コラ』を卒業。同年11月15日、映画『矢野くんの普通の日々』で映画初出演を果たし、ヒロイン役を務める。

## 人物
- 特技はバドミントンとダンス[6]。
- TWICE のファン。
- 食べることが大好きで、好物はスンドゥブ、ラーメン、パスタ（特にミートソース）、オムライス、パン、さくらんぼ、いちご、グミなど。

## 出演

### テレビドラマ
- オールドルーキー 第7話（2022年8月14日、TBS） - 近藤桜 役[1]

### 映画
- 矢野くんの普通の日々（2024年11月15日、松竹） - ヒロイン・吉田清子 役[5]
- ストロベリームーン 余命半年の恋（2025年10月17日公開予定、松竹） - 高遠麗 役[7][8]
- 白の花実（2025年12月26日公開予定、ビターズ・エンド） - 穂乃川栞 役[9]

### 劇場アニメ
- かがみの孤城（2022年12月23日、松竹） - 東条萌 役[2]

### CM
- ポカリスエット 「青が舞う」篇（2023年4月7日 - ）[3]
- ゼクシィ 15代目CMガール（2025年3月 - ）[10]
- ポケモン Pokémon Trading Card Game Pocket「親子でポケポケ」篇（2025年6月 - ） - 娘 役 ※平岩紙と共演[11]

## 書籍
- ニコラ （2021年10月号 - ）